# 今宮坊
今宮坊（いまみやぼう）は、埼玉県秩父市にある臨済宗南禅寺派の寺院で、山号は長岳山と号する。
本尊真言：おん あろりきゃ そわか
御詠歌：昔より立つとも知らぬ今宮に 参る心は浄土なるらん

## 歴史
大宝年間（701年 - 704年）、役小角によって開山された。役小角が水を司る八大竜王を祀ったのが起源であるという。
江戸時代には、京都の聖護院の直末寺として、秩父地方の修験道の中心として大いに栄えた。当時は「長岳山正覚院金剛寺」と称していた。八大権現社（現・今宮神社）の別当寺でもあった。
明治初期の神仏分離と修験禁止令により、当坊と今宮神社は分離させられた。現在、今宮坊と今宮神社は100メートルほど離れているが、かつての境内はもっと広く、間の民家があるところも全て両寺社の同一の境内であった。
現在は臨済宗南禅寺派に属している。

## 文化財
- 札所14番 長岳山今宮坊（秩父市指定史跡 昭和40年1月25日指定）[4]

## 交通アクセス
- 西武秩父駅より徒歩15分（1.0km）、御花畑駅より徒歩8分（0.6km）
- 十三番札所慈眼寺より徒歩7分

## 前後の札所
秩父札所（江戸巡礼古道）
13 慈眼寺 -- (0.6km)-- 14 今宮坊 -- (0.7km)-- 15 少林寺